# Saint-Perdoux (Lot)
Saint-Perdoux – miejscowość i gmina we Francji, w regionie Oksytania, w departamencie Lot.
Według danych na rok 1990 gminę zamieszkiwało 206 osób, a gęstość zaludnienia wynosiła 16 osób/km² (wśród 3020 gmin regionu Midi-Pireneje Saint-Perdoux plasuje się na 857. miejscu pod względem liczby ludności, natomiast pod względem powierzchni na miejscu 894.).